# Order Republiki Serbii
Order Republiki Serbii (serb. Орден Републике Србије, Orden Republike Srbije) – najwyższe odznaczenie państwowe Serbii.
Order nadawany jest dekretem Prezydenta Serbii przy specjalnych okazjach, zazwyczaj podczas uroczystości odbywających się z okazji Dnia Państwowości. Jest przyznawany za szczególne zasługi w rozwijaniu stosunków międzynarodowych między Republiką Serbii a innymi krajami lub organizacjami międzynarodowymi, a także za wybitne zasługi w rozwijaniu i wzmacnianiu pokojowej współpracy i przyjaznych stosunków między Republiką Serbii a innymi państwami.

## Opis
Order Republiki Serbii jest podzielony na dwa stopnie. Order I stopnia jest przyznawany głowom państw na łańcuchu, zaś order II stopnia głowom państw lub szefom rządów na wstędze.

### I stopień
Order Republiki Serbii I stopnia składa się z gwiazdy, łańcucha i odznaki.
Podstawa gwiazdy składa się z ośmiu promieni z masy perłowej i ośmiu srebrnych promieni o średnicy 90 mm, na których umieszczony jest złoty krzyż, którego ramiona są nacięte w kształcie kąta rozwartego, tworząc w ten sposób osiem wystających kątów. Ramiona krzyża pokryte są czerwoną emalią, a krawędzie niebieską. Oba kolory oddziela od siebie wąski złoty pasek. Pośrodku krzyża znajduje się okrągły medalion o średnicy 25 mm, na którym w złotym polu znajduje się Wielki Herb Republiki Serbii; wokół medalionu znajduje się okrąg pokryty białą emalią i obramowany złotym paskiem, o średnicy 30 mm.
Łańcuch wykonany jest ze srebra i składa się z 18 ogniw. Ogniwo centralne znajduje się pośrodku łańcucha i ma kształt elipsy o wymiarach 55x52 mm. Pozostałe ogniwa są kwadratowe o wymiarach 35x35mm. Na ogniwie centralnym, w złotym polu znajduje się serbska tarcza herbowa otoczona wieńcem, a na pozostałych ogniwach rozmieszczone są naprzemiennie trzy motywy z kamiennych płaskorzeźb z Monasteru Studenica i polichromii z cerkwi św. Marka w Belgradzie, a mianowicie: stylizowany krzyż serbski, dwugłowy orzeł biały i lilia, przy czym orzeł jako jedyny znajduje się na czerwonym polu. Pomiędzy ogniwami znajdują się ozdobne srebrne łączniki o wymiarach 32x26 mm.
Odznaka Orderu jest przymocowana do centralnego ogniwa łańcucha za pomocą oczka i klamry. Ma kształt krzyża podobnego do tego z gwiazdy, z tym wyjątkiem, że miniatura Wielkiego Herbu Republiki Serbii jest na niej srebrna na czarnym polu, a na wierzchołkach krzyża znajdują się złote kule.
Gwiazda Orderu Republiki Serbii I stopnia jest noszona po lewej stronie klatki piersiowej, a na szyi noszony jest łańcuch, w taki sposób, aby odznaka orderu znajdowała się pośrodku.

### II stopień
Order Republiki Serbii II stopnia składa się z gwiazdy, wstęgi i odznaki.
Gwiazda i odznaka są takie same, jak w orderze I stopnia. Wstęga Orderu wykonana jest z jedwabiu o prążkach moire w kolorze jasnoniebieskim i ma szerokość 100 mm. Końce wstęgi zakończone są kokardą, do której przyczepiona jest odznaka. Na środku wstęgi znajdują się dwa pionowe, białe paski z miniaturą Wielkiego Herbu Republiki Serbii o wysokości 7 mm, o kształcie identycznym jak na medalionie odznaki orderu.
Gwiazda Orderu Republiki Serbii II stopnia noszona jest po lewej stronie klatki piersiowej, a wstęga przez klatkę piersiową – od prawego ramienia do lewego.